# Tatjana Siewriukowa
Tatjana Siewriukowa, ros. Татьяна Никитична Севрюкова (ur. 30 czerwca 1917 w Taszkencie, zm. w 1982) – pochodząca z Uzbekistanu lekkoatletka specjalizująca się w pchnięciu kulą, która reprezentowała Związek Socjalistycznych Republik Radzieckich.
W 1946 roku zdobyła złoty medal podczas rozgrywanych w Oslo mistrzostw Europy (na tych zawodach była także 6. w rzucie dyskiem). W latach 1935–1945 dziewięć razy poprawiała rekord Związku Radzieckiego. Była rekordzistka świata (14,59 w 1948). Rekord życiowy: 14,93 (1952).